# 통영시의 지질

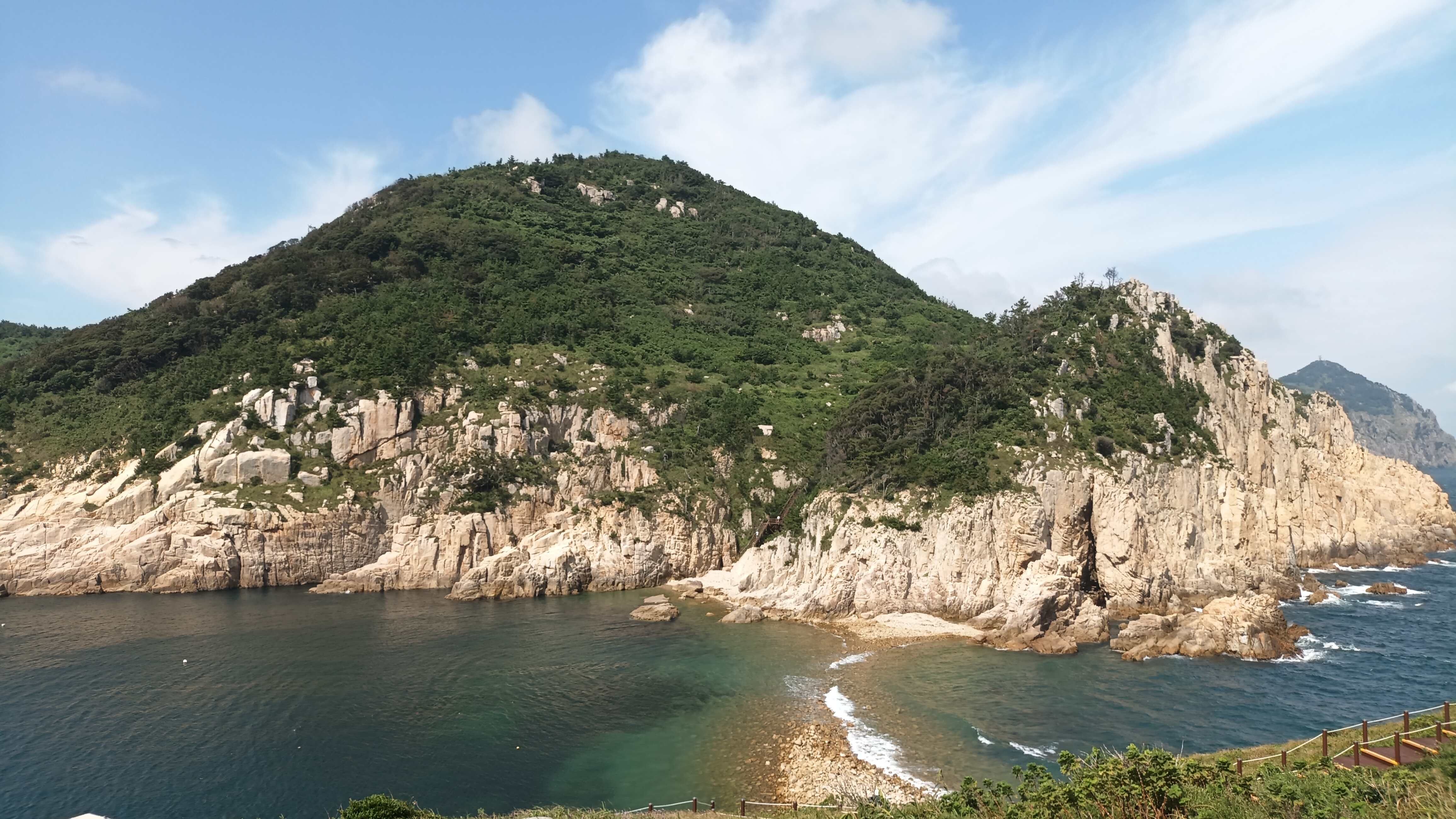
등대섬에서 바라본 열목개와 소매물도의 화강반암

본 문서에서는 경상남도 통영시의 지질과 소매물도, 비진도 등 도서 지역의 지질, 암석에 대해 설명한다.

## 개요

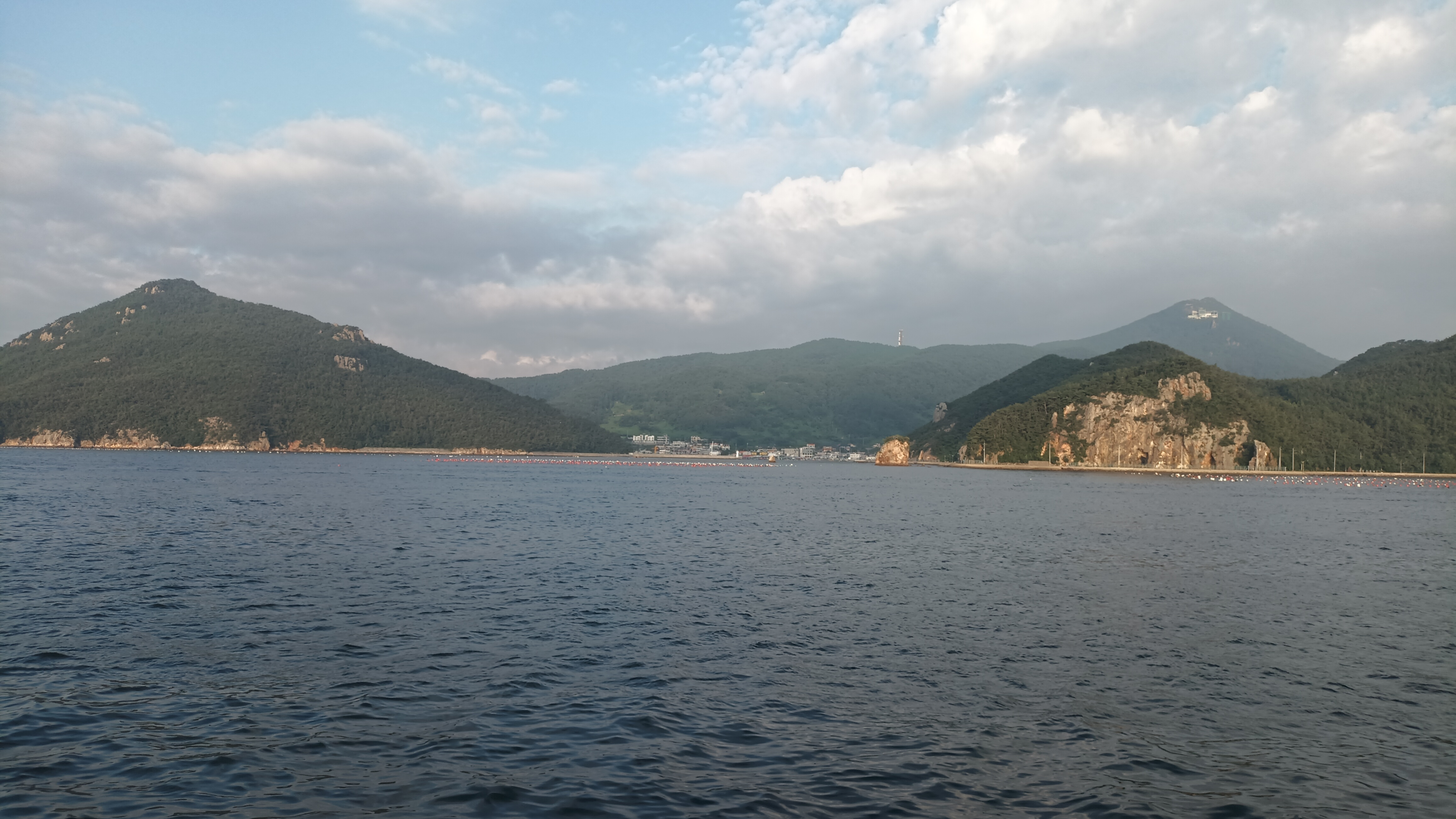
통영시 한산도 동측, 산양읍 영운리의 이운항과 해안도로에 드러난 미륵산 안산암(Kmra)

통영시는 중생대 백악기의 퇴적 분지 경상 분지의 남단에 위치하며 화산암인 경상 누층군 유천층군과 이를 관입한 화강암류가 분포한다.
통영시, 거제시 지역에 분포하는 유천층군은 주산안산암질암(주사산 아층군)에 해당하는 하부 안산암질암류, 운문사유문암질암류에 해당하는 하부 유문암질암류, 상부 안산암질암류, 상부 유문암질암류로 구분된다.

## 하부 안산암질암류 (주산안산암질암)
하부 안산암질암류(주산안산암질암, 주사산 아층군)는 문어포 안산암, 윗섬 안산암, 한산도층, 두억리 안산암, 장곡 응회암, 연대도 안산암으로 구성된다.

### 문어포 안산암
문어포 안산암(Muneopo andesite)은 한산도의 한산면 두억리 서부와 대혈도와 소혈도, 염호리 북부의 고등산(188.9 m)과 관암선착장, 상죽도와 하죽도 및 해갑도, 거제시 둔덕면 술역리 화도 남서부에 분포하며 한산도 북부와 화도 남동부에서 고성층 위에 놓이고 한산도 북서부에서 한산도층에 의해 덮인다. 이 안산암은 현무암질 안산암~데이사이트에 속하는 용암류로 구성된다.

### 윗섬 안산암
윗섬 안산암(Yuchoen group Witseom andesite)은 사량도 윗섬 서부와 아랫섬 서부 해안가에 분포하고 풍화리 응회암과 아랫섬 안산암에 의해 덮인다. 윗섬 안산암은 대부분 현무암질 안산암류에 속하는 용암류와 소량 각력암으로 구성된다.

### 한산도층
한산도층(Hansando formation, 閑山島層)은 통영시 한산도 서부 지역과 한산면 염호리 비산도 그리고 통영시 산양읍 연곡리의 외부지도에 분포하는 지층으로 문어포 안산암 위에 놓이고 두억리 안산암에 의해 덮인다. 한산도층은 셰일과 녹회색의 세립~조립질 사암이 호층을 이루며 녹회색 및 자색의 응회질이암 및 역암과 응회각력암이 여러 층준에 협재되어 있다. 지층의 주향과 경사는 한산도에서 대개 북동-남서 및 남동 12~25°이며 외부지도에서 북서-남동 및 북동 7~10°, 두께는 한산도에서 약 150 m이다. 한산도층은 성포리층 상부에 대비되는 것으로 보인다.

### 두억리 안산암
두억리 안산암(Yuchoen group Dueokri andesite)은 한산도 중앙인 한산면 두억리 북부에 분포하며 한산도층 위에 놓이고 장곡 응회암 아래에 놓인다. 두께는 대촌마을 북쪽 능선부에서 최고 90 m이다.

### 장곡 응회암
장곡 응회암(Yuchoen group Janggok tuff)은 한산도 중부에 남-북 방향으로 발달하고 한산면 장좌리의 유재도와 산양읍 연곡리의 내부지도에 분포한다. 두억리 안산암과 한산도층 위에 놓이고 연대도 안산암에 의해 덮인다.

### 연대도 안산암
연대도 안산암(Yeondaedo Island andesite)은 통영시 산양읍 연곡리의 연대도, 내부지도, 저림리 만지도, 학림도, 한산도 남동부 망산(295.3 m), 한산면 용호리의 용초도 서부, 비진도 해안가 일부 지역, 선유도와 충복도, 통영시 당동과 인평동 일부 지역에 분포하며 대부분 용암층으로 구성되고 하부에 각력암층을 가진다. 본 암석은 한산도에서 장곡 응회암과 한산도층 위에 놓이고 풍화리 응회암에 의해 덮이며 학림도에서 마동 데사이트와 달아 안산암에 의해 덮인다. 연대도안산암은 대부분 연대도 혹은 만지도에서 분출하여 공급된 것으로 추정된다.
통영시 산양읍 저림리 만지도와 연대도를 잇는 출렁다리 일원(북위 34° 44′ 14.22″ 동경 128° 23′ 28.72″ / 북위 34.7372833°  동경 128.3913111° )에서 연대도 안산암을 잘 관찰할 수 있다. 통영시 통영항여객선터미널과 비진도, 소매물도를 잇는 여객선상에서 아래 사진과 같이 비진도 남서측의 연대도 안산암을 관찰할 수 있다.
비진도 남서측 해안가의 연대도 안산암

## 하부 유문암질암류 (운문사유문암질암류)
하부 유문암질암류(운문사유문암질암류)는 풍화리 응회암, 장평리층, 추도 응회암, 자부포 응회암과 노대도 응회암 순서로 구분된다.

### 풍화리 응회암
풍화리 응회암(Yuchoen group Punghwari tuff; 豊和里 凝灰巖)은 통영시 산양읍 풍화리 서부 해안에 드러나 있으며 서쪽으로 이끼섬을 거쳐 사량도 아랫섬으로 이어지고 이곳에서 윗섬 안산암과 아랫섬 안산암 사이에서 점차 얇아져 첨멸된다. 또한 한산도의 망산(295.6 m)산정부와 능선에도 분포한다. 한산도 망산에서 연대도 안산암 위에 놓이며, 사량도 아랫섬에서 아랫섬 안산암에 의해 덮인다. 지층의 두께는 사량도 아랫섬에서 약 100 m이고 산양읍 풍화리에서 하한이 노출되지 않지만 약 100 m 이상인 것으로 추정되며 한산도에서 약 60 m이다.

### 추도 응회암
추도 응회암(Yuchoen group Chudo Island tuff)은 통영시 산양읍 추도리 추도에만 분포하는 두께 200 m의 응회암이다. 추도에서 SHRIMP 저어콘 U-Pb 연령은 82.56 Ma으로 측정되었다.

### 자부포 응회암
자부포 응회암(Yuchoen group Jabupo tuff)은 봉도를 포함한 통영시 욕지면 동항리 일부 지역에 분포하는 응회암이다.

### 노대도 응회암
노대도 응회암(Yuchoen group Nodaedo Island tuff)은 통영시 욕지면 노대리의 상노대도와 하노대도 및 주변의 광주섬, 사이도, 하서도, 남도에 분포하는 응회암으로 기저부에서 사이도층의 암회색 셰일 위에 놓인다. 두께는 약 200 m이다.

## 상부 안산암질암류
상부 안산암질암류(욕지아층군)는 미륵산 안산암, 마동데사이트, 달아 안산암, 아랫섬 안산암과 두미도 안산암으로 구성된다.

### 미륵산 안산암
미륵산 안산암(Yuchoen group Mireuksan mountain andesite)은 통영시 미륵도에 미륵산을 중심으로 타원형으로 분포하는 안산암이다. 도남동에서 장평리층 위에 놓이고 산양읍 풍화리 남동부와 미수동 서부 나부동산과 남부 현금산(338.7 m)에서 마동데사이트에 의해 덮이며 산양읍 삼덕리에서는 부정합으로 곤리도응회암에 의해 덮인다. 한산도에서는 섬 한가운데를 중심으로 유문암맥과 화강섬록암이 환형[環形]으로 관입하고 있기 때문에 중심 화산이 있었던 것으로 생각된다.

### 마동데사이트
마동데사이트(Yuchoen group Madong desite)는 통영시 산양읍 미남리, 오비도 서부, 풍화리와 학림도 동부, 현금산 산정부에 소규모로 분포한다. 미륵도에서 미륵산안산암 위에 정합적으로 놓인다.

### 달아 안산암
달아 안산암(Yuchoen group Dara andesite)은 통영시 산양읍 미륵도 미남리 남서부, 연화리 남서부와 풍화리 서부에 분포한다. 이 암석은 마동데사이트 위에 정합적으로 놓이며 화산쇄설물과 용암층으로 구성되고 최대 약 150m 두께를 가진다.

## 중생대 관입암

### 소매물도 화강반암
화강반암(Granite porphyrite)은 갈도 동부 및 소매물도 전 지역과 등가도에 분포하며 암주(巖柱) 형태로 추정된다. 소매물도와 등가도에서는 아래 사진과 같이 수직 절리가 잘 발달한다. 이 화강반암은 갈도에서 갈도 응회암을 관입하며, 소매물도와 등가도에서는 국도 안산암을 관입한 것으로 추정된다. 이 암석은 중립질 내지 세립질로서 유색광물의 함량이 적고 흔히 담홍색 알칼리장석이 풍부해서 담홍색을 띠지만 석영의 함량이 증가할수록 회백색을 띠며, 사장석과 석영들이 반정(斑晶)으로 나타난다.
소매물도의 화강반암(Kgp)
- 소매물도 열목개의 화강반암
- 등대섬에서 바라본 열목개와 소매물도의 화강반암
- 해식동굴
- 해식동굴 내부의 모습

### 추도암맥
공달용(2024)은 추도에서 총 26매의 고철질 암맥을 발견하였고, 이들을 상세히 조사하여 이들 암맥들이 교육 및 학술자료로서 탁월한 가치를 가지는, 지질유산적 가치가 높다고 평가하였다. 주로 섬의 서측에 발달하는 고철질 암맥들은 암회색 내지 암녹색을 띠고 주로 안산암질 조성의 암맥으로 주변 화산암에 비해 형태와 색이 두드러져 인지하기 쉽다. 암맥의 폭은 대체로 0.8~2.0 m 범위를 보이고 1m 내외의 것들이 우세하며 가장 두꺼운 것은 4 m에 이른다. 암맥의 길이는 약 20~70 m이며 가장 긴 것은 약 196 m에 달한다 암맥 관입면의 방향성은 북서-남동과 서북서-동남동 주향이 가장 우세하게 나타나며, 간혹 북북동-남남서 방향의 암맥이 관찰된다. 암맥에는 절리의 표면을 따라 나타나는 독특한 풍화 구조와 주상절리, 두 개의 암맥들이 서로 반대 방향에서 전파되어 만나면서 만들어지는 암맥 분절(dike segment)과 이음부(dike bridge), 상호 횡절관계(cross-cutting relationship) 등 다양하고 교과서적인 구조가 나타난다.

## 단층

### 통영만 단층
통영만 단층은 해수면 아래 미륵도와 한산도 사이에 남-북 방향으로 약 10 km 정도 연장되는 추정 단층이다. 이 단층을 경계로 한산도에는 하부 안산암질암류의 문어포 안산암과 한산도층이, 미륵도에서는 그보다 위에 있는 상부 안산암질암류의 미륵산 안산암과 마동데사이트가 같은 해수면 위에 노출된다. 따라서 통영만 단층은 서쪽 지괴(미륵도 쪽)가 동쪽 지괴(한산도 쪽)보다 하강한 정단층이다.

### 한산도 단층
한산도 단층은 한산면 두억리 의항에서 제승당 서측과 고동산(188 m) 동측을 지나 화도(거제시 둔덕면 술역리)까지 이어진다. 이 단층을 경계로 서쪽 지괴에는 문어포 안산암이, 동쪽 지괴에는 한산도층과 고성층 분포하여 동쪽 지괴가 서쪽 지괴보다 하강한 정단층이다. 화도 남부에서 이 단층의 주향은 북동 10°, 경사는 북서 88°이다. 한산도층의 층리는 주향 북동 30°, 경사 남동 20°지만, 한산도 단층의 접촉부에서는 한산도층 역암의 층리가 주향 북동 10°, 경사 북서 85°로 매우 급하게 꺾여 있다.

### 물건 단층
물건 단층은 물건항에서 영지리까지 북서 70° 방향으로 달리는 약 5 km 길이의 단층이다. 이 단층은 화강섬록암과 화강암의 경계를 좌수향으로 약간 변위시키고 있다.

### 추도 단층
추도 단층은 산양읍 추도리 추도 북서부에서 북서 45° 방향으로 발달하는 소규모 단층이다. 단층의 북동측 지괴에서는 추도 응회암의 하부에 해당하는 층상 응회암이 노출되지만 남서 지괴에서는 노출되지 않아, 남서 지괴가 약 20 m 하강한 수직 단층으로 추정된다.

## 광산과 지하자원
통영광상 또는 통영 금광산은 통영시 동호동에 위치하며 대표적인 열수 광상으로 1920년대에 발견되어 1940년대까지 생산 실적이 우수했으나 현재는 폐광되었다. 1989년 당시 조광석의 생산량은 1개월에 3,000톤이었으며 광맥의 평균 품위는 금 8.4 g/ton, 은 155 g/ton이었다. 광산 일대의 지질은 중생대 경상 누층군 유천층군의 안산암질암류, 응회암질각력암, 약간의 응회질사암, 응회질역암, 사질셰일 및 셰일 등으로 구성된 장평리층 그리고 이를 관입한 석영암맥과 휘록암맥 등으로 구성된다. 광상은 주로 안산암 또는 응회암을 관입한 천열수성 석영맥으로 금과 은을 함유한다. 광산의 주요 광물은 황철석, 섬아연석, 황동석, 함은사면동석, 피어사이트(pearceite; 은, 비소 황화광물), 휘은석, 호박금, 방연석, 유비철석, 자류철석, 휘안석(輝安石), 농홍은석, 자연 은, 헤사이트(hessite, 텔루륨 은광), 엠프레사이트(Empressite; 텔루륨 은광), 능망가니즈석 등 다양한 광물이 산출된다. 이 광상에서 산출되는 모암의 변질산물인 견운모의 칼륨-아르곤 연대 측정 결과는 72.9±1.2 Ma이다.

## 같이 보기
- 경상 누층군
- 주산안산암질암
- 한국의 지질
- 소매물도
- 통영시